# Награда Мирослављево јеванђеље
Награда Мирослављево јеванђеље додељује се од 1997. за књигу објављену на простору Црне Горе и Србије у периоду између две доделе.
Државну награду Мирослављево јеванђеље додељује Министарство просвјете, науке, културе и спорта Црне Горе (раније: Министарство културе). Награда се првобитно додељивала на три године за најбољу књигу прозе, а од проглашења независности Црне Горе (2006) додељује се бијенално за књижевно, историографско, етнографско или публицистичко дело. Добитник се проглашава у фебруару, а уручење се приређује у Кући Риста Ратковића у Бијелом Пољу.

## Добитници
Добитници награде су следећи песници:
- 1997 — Милисав Савић, за књигу Ожиљци тишине.
- 2000 — Миро Вуксановић, за књигу Семољ гора.
- 2003 — Балша Брковић, за књигу Приватна галерија.
- 2006 — није додељена
- 2008 — Милорад Поповић, за књигу Раскршћа.
- 2010 — Младен Ломпар, за књигу Црногорски сликари.
- 2012 — Андреј Николаидис, за књигу Одлагања Парезија.
- 2014 — Павле Горановић, за књигу Град пуног мјесеца.
- 2016 — Зувдија Хоџић, за књигу Сви моји.[6]
- 2018 — Срђан Мартиновић, за књигу Црногорска војска 1854–1916.[7]
- 2022 — Милутин Мићовић, за књигу Луче у тами Црне Горе (за 2019, 2020 и 2021).[2]